# Памятник Рудольфу Майстеру (Любляна)

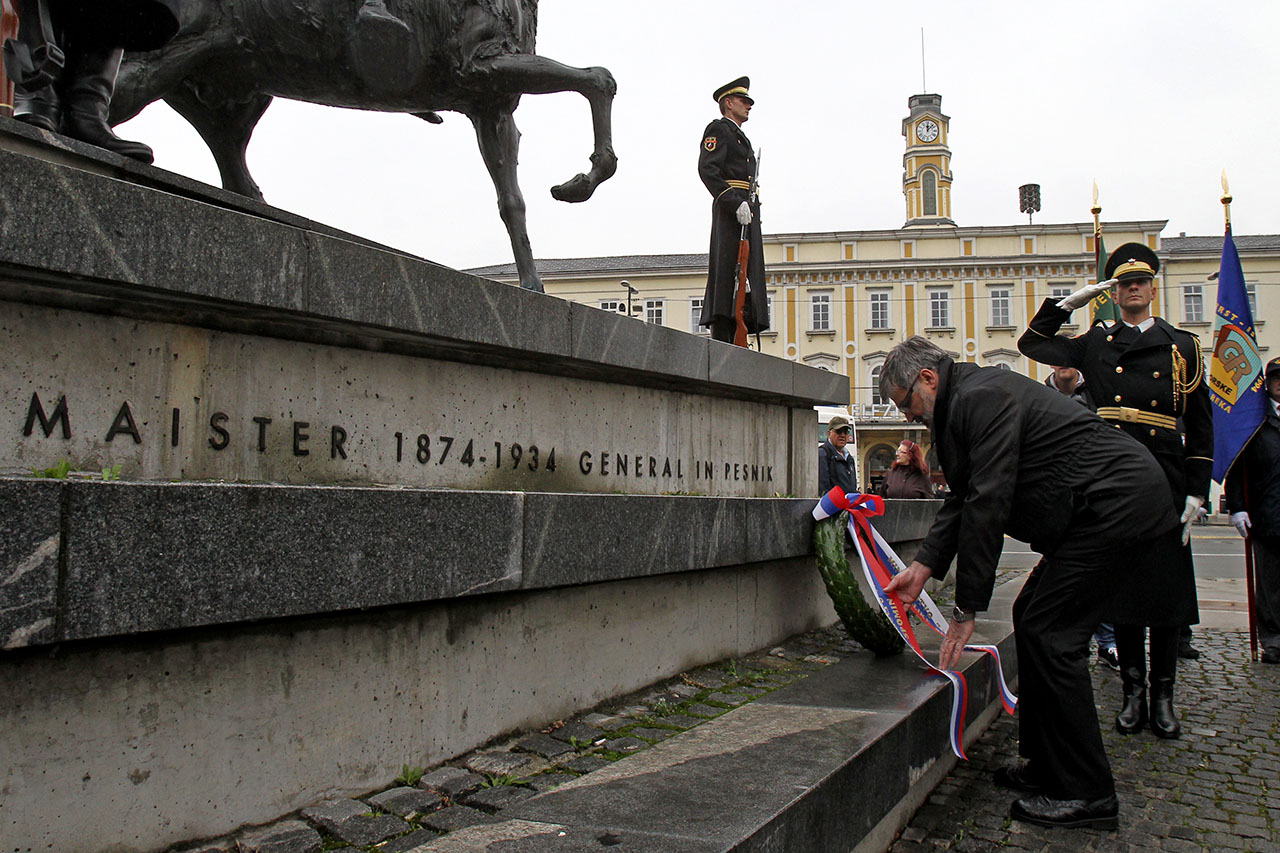
Делегация министерства обороны Словении у памятника Рудольфу Майстеру (Любляна, 2013)

Памятник Рудольфу Майстеру (словен. Spomenik Rudolfu Maistru) — монумент, сооружённый на северной окраине столицы Словении Любляны на площади Фронта освобождения перед центральным железнодорожным вокзалом.
Автор памятника — Яков Брдар. Установлен в честь словенского генерала и поэта Рудольфа Майстера, активного участника освободительной борьбы словенцев против Австрийской республики.
Памятник открыт на торжественной церемонии накануне Дня государственности Словении 24 июня 1999 года. Установка памятника обошлась в 24 млн словенских толаров.
Представляет собой конный памятник, высотой 3,5 м. Статуя установлена на наклонном бетонном постаменте обшитом гранитом, обращённом на северо-восток.
На одной стороне постамента выбита надпись «РУДОЛЬФ МАЙСТЕР 1874—1934 ГЕНЕРАЛ И ПОЭТ», на другой — «ОН ЗАЩИЩИЛ СЕВЕРНУЮ ГРАНИЦУ СЛОВЕНИИ».